# Terapia alimentar chinesa

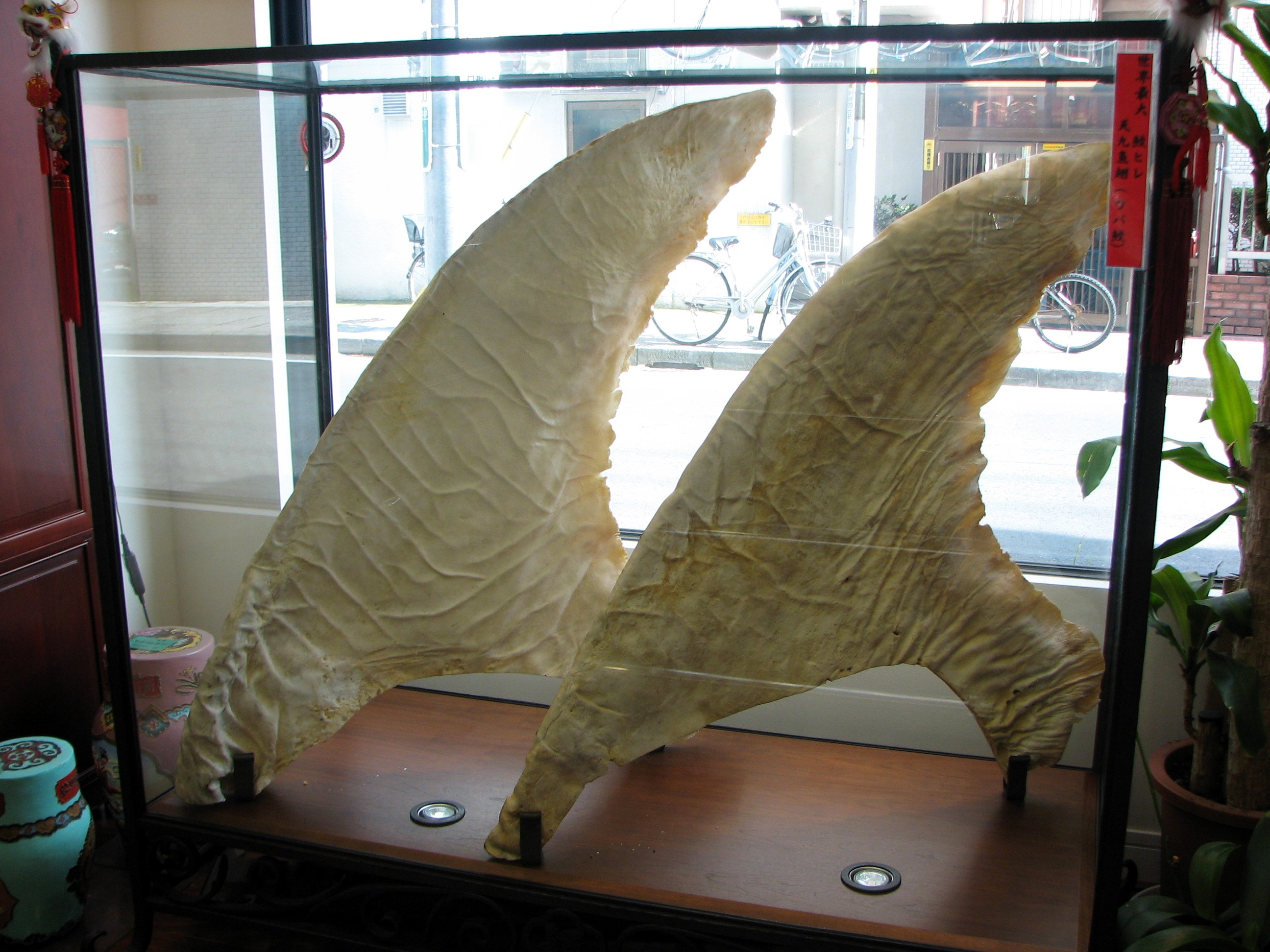
As barbatanas de tubarão, consumidas em todo o oriente como alimento, são também vendidas em loja de medicamentos chineses por também serem utilizadas em receitas da terapia alimentar chinesa como um ingrediente para auxiliar a restabelecer a saúde.

A terapia alimentar chinesa (chinês simplificado : 食疗, chinês tradicional: 食療; pinyin: Shí Liáo) é uma das formas de tratamento da saúde adotada pela medicina tradicional chinesa, é a prática de prevenção e tratamento de problemas de saúde através do uso de alimentos naturais. Esta prática também é conhecida como Dietoterapia Chinesa.
Na China há restaurantes especializados em preparar receitas para os seus clientes a partir do diagnóstico de suas necessidades segundo os princípios da medicina tradicional chinesa.
Segundo os cursos sobre terapia alimentar chinesa ministrados pelo Mestre Liu Pai Lin, nesta avaliação é necessário considerar: o estado de saúde do cliente/paciente; a natureza dos alimentos adequados para sua recuperação; e a estação do ano e as transformações do clima que ela traz, adaptando a alimentação de modo a também fortalecer o paciente para enfrentar estas mutações.

## A filosofia da alimentação
Os conceitos de Yin Yang desenvolvidos pela medicina tradicional chinesa são empregados na área da alimentação e do preparo dos alimentos como base da dietoterapia chinesa.
Acredita-se que os alimentos classificados como Yang aumentem o calor do corpo (acelerem o metabolismo), enquanto os alimentos Yin diminuam o calor do corpo (desacelerem o metabolismo).
Em geral, os alimentos Yang são altamente energéticos, especialmente ricos em energia proveniente das gorduras, enquanto os alimentos Yin costumam ter uma porcentagem maior de água.
O ideal chinês é comer dos dois tipos de comida para manter o corpo em equilíbrio.
Uma pessoa que coma em demasia alimentos Yang pode sofrer de acne e mau-hálito, enquanto uma pessoa com falta de alimentação Yang pode se tornar letárgica ou anêmica.
Alguns alimentos são considerados como especialmente dotados de propriedades curativas ou revigorantes.

## A classificação cantonesa dos alimentos
Os Cantoneses atribuem uma grande importância à reação do corpo aos alimentos.
No Cantão a prática da terapia alimentar chinesa está incorporada no cotidiano de muitas pessoas.
Os alimentos são classificados de acordo com estes efeitos, e a dieta individual é ajustada de acordo com as condições físicas de cada um segundo a avaliação da medicina tradicional chinesa. A seguir, uma lista de classificação dos alimentos comuns:
| Nome Cantonês                            | tradução                   | sintomas relacionados/efeitos                                                                    | exemplos                                                                                      | cura                                                                                          |
| 燥火                                     | "fogo sêco" (yang)         | causa secura na pele, lábios rachados, sangramentos nasais, etc.                                 | pimenta chili, alimentos fritos, carne desidratada, lichia.                                   | qualquer alimento yin ou resfriante                                                           |
| 濕熱                                     | "calor úmido" (yang)       | causa aftas, ardor ao urinar, queimaduras, etc. provavelmente devidas à acidez ou alcalinidade.  | manga, abacaxi, cereja.                                                                       | crisântemo, açúcar de cana (竹蔗), Imperata arundinacea (茅根), Prunella vulgaris L. (夏枯草) |
| 寒涼                                     | yin                        | causa tontura, fraqueza, face pálida ou esverdeada (baixo nível de oxigênio no sangue) etc.      | melancia, meloa, melões e certos tipos de vegetais ou frutas semelhantes ao melão, chá verde. | qualquer alimento dos tipos revitalizantes ou fogo seco                                       |
| 滯                                       | bloqueante                 | causa indigestões, gases no estômago, etc.                                                       | todos os alimentos fibrosos, por exemplo: inhame, castanhas                                   | haw (fruta 山楂), malte (麥芽)                                                                |
| 毒                                       | intoxicante                | causa pus ou inflamação em feridas, irrupções de acnes, hemorroidas, etc.                        | pato, ganso, broto de bambu, mariscos                                                         | abstinência na irrupção                                                                       |
| 油膩                                     | gordurosa                  | causa distúrbio gástricos, diarreias, irrupção de acne, etc.                                     | alimentos gordurosos, por exemplo: bacon, etc.                                                | abstinência na irrupção                                                                       |
| 清涼                                     | resfriante                 | tipo yin morno que contrataca o tipo fogo seco. Também listada como yin quando usada em demasia. | cerveja, alface, açúcar de cana (竹蔗), Imperata arundinacea (茅根), ginseng Americano.       | desnecessária se não houver abuso                                                             |
| 滋潤                                     | nutrientes                 | umectantes, suavizantes                                                                          | maçã, pêra, figo, winter melon, longan, 淮山, semente de lótus, bulbos de lírio etc.          | desnecessária                                                                                 |
| 補血益氣                                 | revitalizantes             | recuperação do sangue e do Qi. Também considerados fogo seco quando utilizados em demasia.       | Cordeiro, cobra, peças de caça, carne vermelha, tâmaras vermelhas (紅棗).                     | desnecessária se não houver abuso                                                             |
| 行血活氣                                 | revigorantes               | circulação do sangue e do Qi.                                                                    | vinho tinto, ginseng Coreano.                                                                 | desnecessária                                                                                 |
| 健脾, 開胃, 生津, 養心, 強筋, 強骨, etc. | geradores ou fortificantes | aprimoram diversas funções internas                                                              | vários                                                                                        | desnecessária                                                                                 |

## Adequação dos alimentos ao equilíbrio Yin Yang de cada pessoa

Yin e Yang são categorias que se estabelecem uma em relação a outra, estão em contínua mutação, como ilustra o diagrama do Tai Chi

A tipologia yin yang de cada indivíduo determina o quanto a pessoa será suscetível ao efeito de cada tipo de alimento.
Uma pessoa equilibrada é geralmente saudável e apresentará reações mais fortes apenas após consumir em demasia um determinado tipo de alimento.
Uma pessoa classificada como yang normalmente pode consumir qualquer comida do tipo yin sem efeitos negativos, mas pode facilmente ter um sangramento nasal ao ingerir uma pequena quantidade de alimento tipo yang.
Uma pessoa classificada como yin geralmente não é muito saudável e pode ter reações negativas tanto com alimentos do tipo yin quanto do tipo yang. Alimentos do tipo revitalizantes or nutrientes são necessários para recuperar a saúde de uma pessoa em estado yin.

## Exemplos de receitas da terapia alimentar chinesa

### Sopa de ninho de andorinha (燕窩)

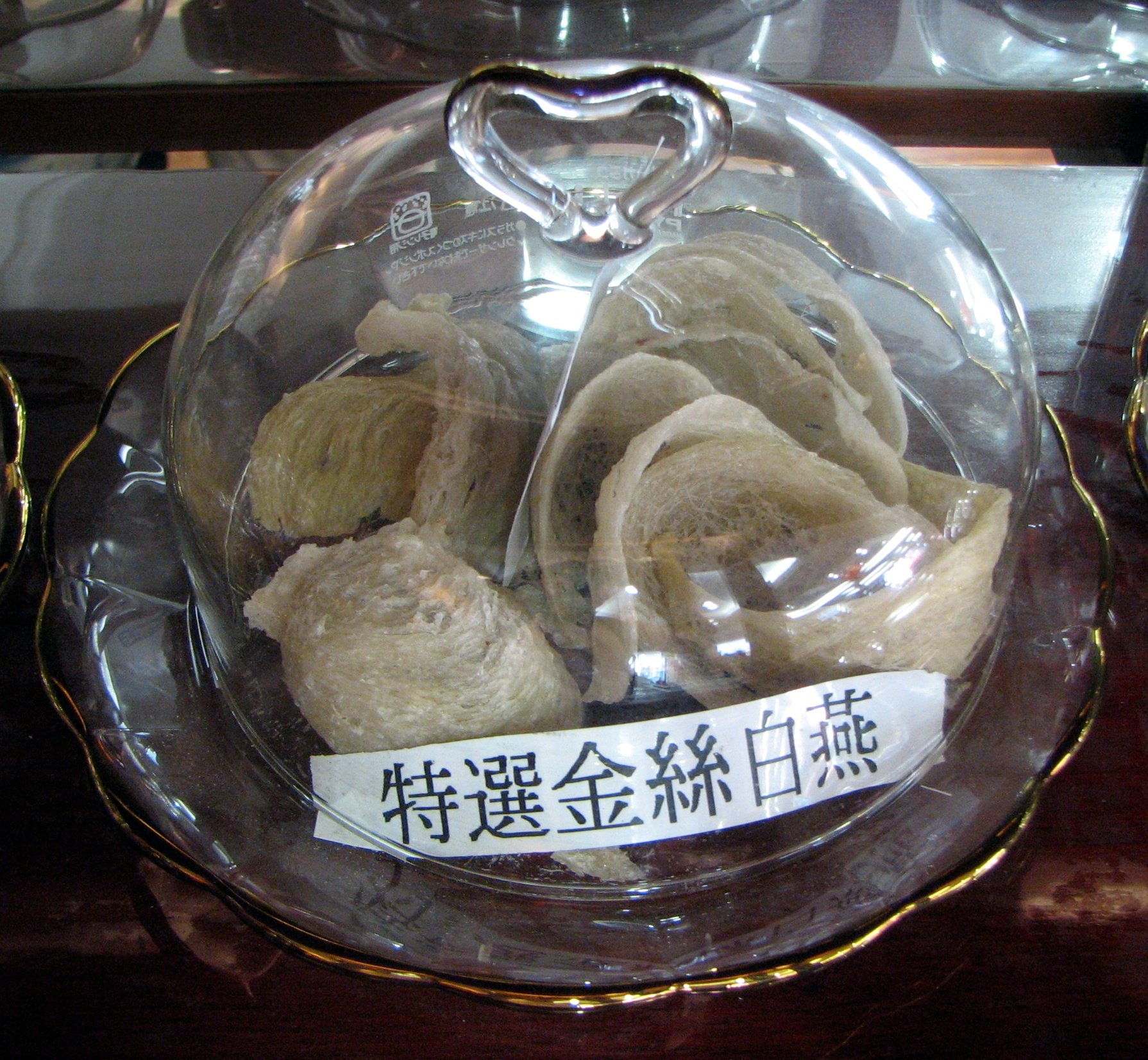
Ninhos de andorinha à venda em loja de produtos para medicina tradicional chinesa

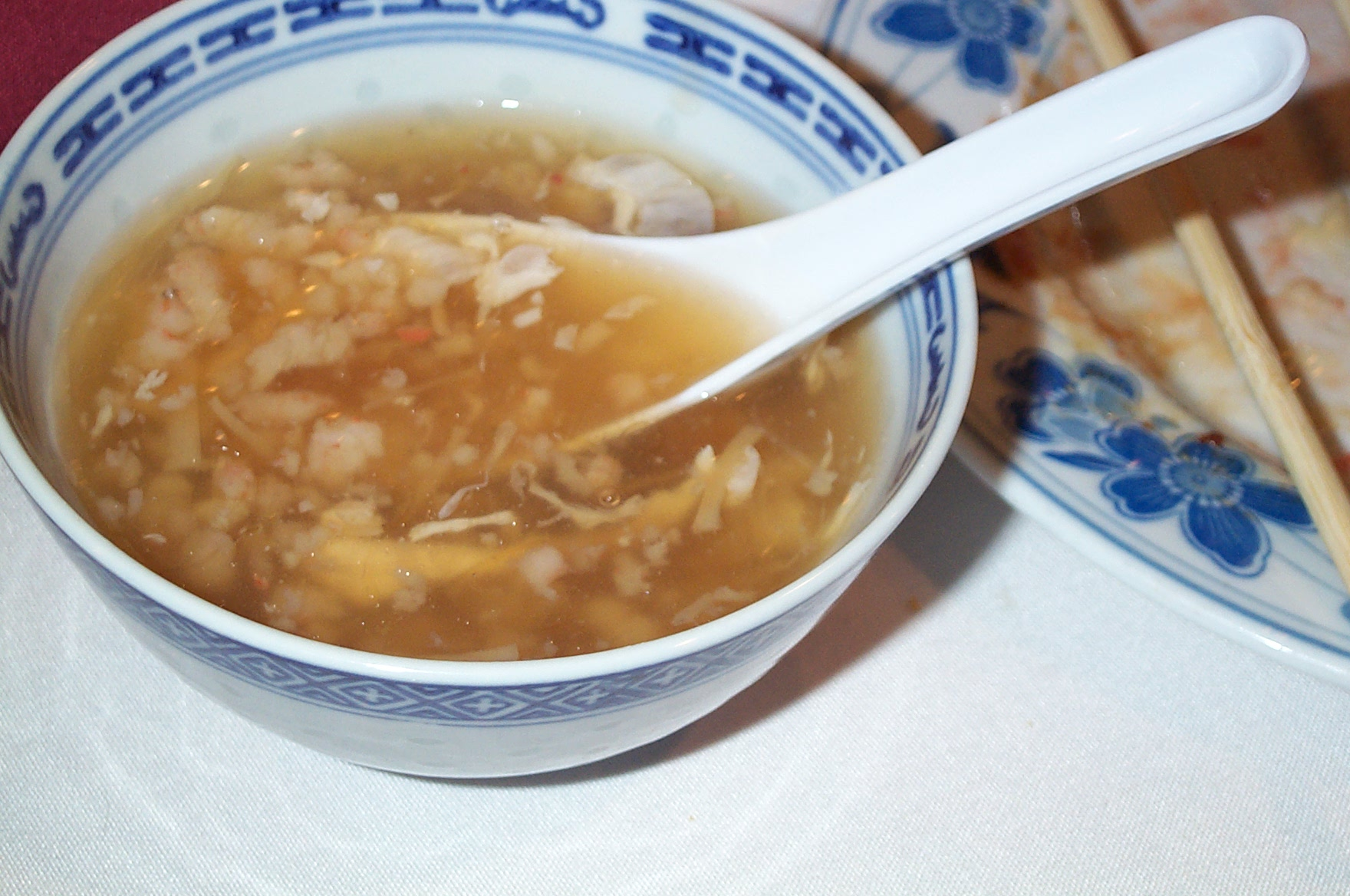
Tigela de sopa de ninho de andorinha

A secreção oral das andorinhas é coletada do material de ligamento que usam para construir seus ninhos.
- Efeitos alegados: promove a beleza da pele feminina; diz-se que "fortalece o baço e desperta o estômago" (健脾開胃), significando que abre o apetite.
- Acredita-se que a ingestão de vegetais e frutas no mesmo dia nulifique o efeito dos ninhos de andorinha.
- O material seco é imerso em água para ser reidratado.
- O ninho umedecido é limpo manualmente para remover outros resíduos da construção do ninho, como grama e penas.
- O ninho limpo e desfeito em pedaços é duplamente cozido no vapor, com açúcar em pedra como sobremesa ou com uma pequena quantidade de carne de porco como sopa.